# Депортации народов в СССР
Депортации народов — одна из форм сталинских репрессий в СССР. Основными особенностями депортаций как репрессий был их внесудебный, поголовный, принудительный и общественно опасный характер — перемещение больших масс людей в географически отдалённую, непривычную для них и часто рискованную среду обитания.
По мнению Павла Поляна, в СССР тотальной депортации были подвергнуты десять народов: корейцы, немцы, финны-ингерманландцы, карачаевцы, калмыки, чеченцы,  ингуши, балкарцы, крымские татары и турки-месхетинцы. Из них семь народов — немцы, карачаевцы, калмыки, ингуши, чеченцы, балкарцы и крымские татары — лишились при этом и своих национальных автономий.
Депортациям в СССР подверглось ещё множество других этнических, этноконфессиональных и социальных категорий советских граждан, хоть и в меньшей степени: казаки, «кулаки» самых разных национальностей: крымские татары, поляки, белорусы, азербайджанцы, курды, евреи, ассирийцы, китайцы, русские, иранцы, евреи-ирани, украинцы, молдаване, литовцы, латыши, эстонцы, греки, итальянцы, талыши, болгары, армяне, хемшины, турки, таджики, якуты, абхазы, венгры и другие.
Довоенные депортации, например выселение с Дальнего Востока, описывались советской властью как «добровольное переселение», так как партийные чиновники из выселяемых народов участвовали в подготовке операции, а на новом месте также получили партийные и правительственные посты. Впоследствии депортации получили отрицательную оценку, а в постсоветское время были квалифицированы Европейским парламентом как геноцид и преступления против человечности. В СССР в соответствии с Законом «О реабилитации репрессированных народов», принятым 26 апреля 1991 года Верховным Советом РСФСР, репрессированными признавались народы, нации, народности или этнические группы и иные исторически сложившиеся культурно-этнические общности людей (например, казачество), в отношении которых по признакам национальной или иной принадлежности проводилась на государственном уровне политика клеветы и геноцида, сопровождавшаяся их насильственным переселением, упразднением национально-государственных образований, перекраиванием национально-территориальных границ, установлением режима террора и насилия в местах спецпоселения.

## Депортации казаков в 1920-х годах
Советская депортационная политика началась с выселения казаков и крупных землевладельцев в 1918—1925 годах (по сословному признаку, выселяли и красных казаков, а также всё население терских казачьих станиц, то есть, славян, включая антибольшевистских, в том числе белогвардейских).
Первыми жертвами советских депортаций стали казаки Терской области (казаки Сунженской казачьей линии), которые в 1920 году были окончательно насильно выселены из своих домов и сосланы в другие местности Северного Кавказа, на Донбасс, а также на Крайний Север. Их земля была передана чеченцам и ингушам, частично кабардинцам, осетинам с Южного Кавказа а большая часть населённых пунктов переименованы. В 1921 году жертвами советской национальной политики стали русские и украинцы из Семиречья, выселенные из Туркестанского края.

## Советская национальная политика в 1930-х годах
К 1933 году в стране насчитывалось 5300 национальных сельсоветов и 250 национальных районов. Только в одной Ленинградской области было 57 национальных сельсоветов и 3 национальных района (Карельский, Финский и Вепсский). Действовали школы, в которых преподавание велось на национальных языках. В Ленинграде в начале 1930-х издавались газеты на 40 языках, в том числе на китайском. Велись радиопередачи на финском языке (в Ленинграде и Ленинградской области тогда проживало около 130 тысяч финнов).
С середины 1930-х годов начинается отказ от прежней национальной политики, выразившийся в ликвидации культурной (а в ряде случаев и политической) автономии отдельных народов и этнических групп. В целом это происходило на фоне централизации власти в стране, перехода от территориального к отраслевому управлению, репрессий против реальной и потенциальной оппозиции.
В середине 1930-х в Ленинграде сначала были арестованы многие эстонцы, латыши, литовцы, поляки, финны и немцы. С весны 1935 из приграничных районов на северо-западе были принудительно выселены местные жители, основная часть из которых были финны-ингерманландцы.

### Депортация поляков и немцев
Одна из многих была депортация 15 тысяч семей лиц польской, и немецкой национальностей (около 65 тыс. человек) были выселены с Советской Украины, территорий, прилегающих к польской границе (например, из Каменец-Подольской области), в Северо-Казахстанскую и Карагандинскую области в 1936 году.
По данным Прокурора СССР А. Я. Вышинского, за период с ноября 1939 по июнь 1941 года были депортированы 389 382 человека. 52 % (202,5 тысячи) из этого числа составляли женщины, а 12 % (46,7 тысячи) — дети. По пути движения и на местах в течение первого года умерло примерно 10 % от общего числа депортируемых (около 39 тысяч человек). По данным польских исследователей, которые опираются на косвенные данные, по сумме всех этапов был депортирован примерно один миллион (по другим данным — около 1 200 000) человек.

### Депортация корейцев
В сентябре 1937 года на основании совместного постановления Совнаркома и ЦК ВКП(б) № 1428—326сс «О выселении корейского населения из пограничных районов Дальневосточного края», подписанного Сталиным и Молотовым, 172 тысячи этнических корейцев были выселены из приграничных районов Дальнего Востока в необжитые целинные районы Средней Азии («в районы Аральского моря и Балхаша и Узбекскую ССР»). При этом было предписано возмещать стоимость оставшегося имущества и способствовать желающим выехать за границу.
С конца 1937 года постепенно были ликвидированы все национальные районы и сельсоветы за пределами среднеазиатских республик и областей. Также за пределами автономий[каких?] было свёрнуто преподавание и выпуск литературы на корейском языке. В сталинский период это выселение официально именовалось «добровольным переселением», так как в его подготовке и осуществлении принимали участие партийные представители ссылаемых национальностей.
1 апреля 1993 года Постановлением Верховного Совета Российской Федерации были признаны незаконными акты, принятые начиная с 1937 года в отношении советских корейцев, и, по сути, корейцы были реабилитированы как жертвы политических репрессий.

### Депортация китайцев
В мае-июле 1938 года 7,9 тыс. китайцев с Дальнего Востока были депортированы из СССР в Синьцзян. Не пожелавшие вернуться в Китай и принявшие советское гражданство китайцы были переселены в Кур-Урмийский район Дальневосточного края (ныне Хабаровский район Хабаровского края) — 1,9 тыс. человек, ещё 1,4 тыс. человек были высланы в Казахстан.

### Депортация талышей
8 октября 1938 года было принято Постановление СНК СССР № 1084–269-сс «О переселении иранцев из пограничных районов Азербайджанской ССР в Казахскую ССР», определяющее юридические, финансовые, технические и экономические аспекты данной депортации. На осуществление указанных мероприятий было выделено лишь 3,4 миллиона рублей. Совнаркому Казахской ССР было поручено строительство 1000 двухквартирных домов для размещения мигрантов в течение 1938–1939 годов. 
6 ноября 1938 года СНК и ЦК КП (б) Казахстана детализировали меры применяемые к переселенцам, были определены места проживания депортированных в Алма-Атинской и Южно-Казахстанской областях. Талышей расселяли в 12 районах Казахстана.
Политика депортации была направлена на разделение южного и северного Талыша, подрывая этническое и культурное единство талышей. Депортация имели долгосрочные последствия, вынудив талышей покинуть страну, свои традиционные земли и адаптироваться к новым регионам, что в конечном итоге способствовало уничтожению их языка, культуры и социальных связей.

## Депортации времён Великой Отечественной войны
В 1943—1944 гг. были проведены массовые депортации калмыков, ингушей, чеченцев, карачаевцев, балкарцев, крымских татар, ногайцев, турок-месхетинцев, понтийских греков, болгар, крымских цыган, курдов — в основном по распространённому на весь народ обвинению в коллаборационизме, бандитизме и вооружённой антисоветской борьбе. Были ликвидированы (если они существовали) автономии этих народов.
Всего в годы Великой Отечественной войны подверглись переселению народы и группы населения 61 национальности. Реальными же мотивами депортации, по мнению историка Александра Статиева, во многих случаях были конфликты представителей депортированных наций с государством в довоенные годы, геополитические соображения, интриги местных партийных органов, личные прихоти Сталина, этнические предрассудки высокопоставленных лиц и лишь затем — собственно антисоветская деятельность в годы войны (так, даже во внутренней корреспонденции органов власти не удалось обнаружить ни одного документа, указывавшего бы на то, что советские власти всерьёз подозревали крымских греков, турок-месхетинцев, курдов, хемшилов в государственной измене; с другой стороны, не были подвергнуты депортации обвинявшиеся партийными органами в коллаборационизме кабардинцы и карелы).

### Депортация немцев
В соответствии с Указом Президиума Верховного Совета СССР от 28 августа 1941 г. было депортировано 367 000 немцев на восток (на сборы отводилось два дня): в республику Коми, на Урал, в Казахстан, Сибирь и на Алтай. Частично немцы были отозваны из действующей армии. В 1942 началась мобилизация советских немцев в возрасте от 17 лет в рабочие колонны. Мобилизованные немцы в т. н. «трудовой армии» строили заводы, работали на лесозаготовках и в рудниках.
Были депортированы также представители народов, страны которых входили в гитлеровскую коалицию (венгры, болгары, многие финны).
На основании решения Военного совета Ленинградского фронта от 20 марта 1942 года из прифронтовой зоны в марте-апреле 1942 года было депортировано около 40 тысяч немцев и финнов.
На новых землях немцев Поволжья ждали тяжелые испытания. Также волжские немцы на постоянной основе подвергались гонениям от местных жителей и органов власти по причине своего этноса, хотя до событий Второй мировой войны уже проживали на территории Российской империи, а далее и СССР уже как 200 лет, не выступали на стороне Германии в войне, имели аутентичную культуру и вели самобытный образ жизни.
Те из них, кто вернулся домой после войны, были повторно депортированы в 1947—1948 годах.

### Депортация карачаевцев
По переписи 1939 года на территории Карачаевской АО проживал 70 301 карачаевец. С начала августа 1942 и по конец января 1943 года она находилась под немецкой оккупацией.
12 октября 1943 года вышел указ Президиума Верховного Совета СССР, а 14 октября постановление СНК СССР о выселении карачаевцев из Карачаевской автономной области в Казахскую и Киргизскую ССР. В этих документах причины выселения объяснялись так:

«В связи с тем, что в период оккупации многие карачаевцы вели себя предательски, вступали в организованные немцами отряды для борьбы с советской властью, предавали немцам честных советских граждан, сопровождали и показывали дорогу немецким войскам, наступающим через перевалы в Закавказье, а после изгнания оккупантов противодействуют проводимым советской властью мероприятиям, скрывают от органов власти бандитов и заброшенных немцами агентов, оказывая им активную помощь».

Для силового обеспечения депортации карачаевского населения были задействованы войсковые соединения общей численностью в 53 327 человек и 2 ноября состоялась депортация карачаевцев, по итогам которой в Казахстан и Киргизию были депортированы 69 267 карачаевцев. Из них в пути погибла значительная часть стариков, женщин и детей. Около 50 % депортированных были дети и подростки в возрасте до 16 лет, 30 % — женщин и 15 % мужчин. Призванные в Красную армии карачаевцы были демобилизованы и депортированы 3 марта 1944 года. К званию героя Советского Союза было представлено более 68 воинов-карачаевцев, но этого звания (а позже и героев России) были присвоены лишь 11 представителям карачаевского народа.

### Депортация калмыков
В начале августа 1942 года большая часть улусов Калмыкии была оккупирована и освободили территорию Калмыкии только в начале 1943 года.
27 декабря 1943 года вышел Указ Президиума Верховного Совета СССР, а 28 декабря — постановление СНК за подписью В. М. Молотова о ликвидации Калмыцкой АССР и о выселении калмыков в Алтайский и Красноярский края, Омскую и Новосибирскую области. В операции по выселению калмыцкого населения, получившей кодовое название «Улусы», участвовали 2975 офицеров НКВД, а также 3-й мотострелковый полк НКВД, а руководство ходом операции осуществлял начальник УНКВД по Ивановской области генерал-майор Маркеев.

### Депортация чеченцев и ингушей
29 января 1944 года нарком внутренних дел СССР Л. П. Берия утвердил «Инструкцию о порядке проведения выселения чеченцев и ингушей», а 31 января вышло постановление Государственного Комитета Обороны о депортации чеченцев и ингушей в Казахскую и Киргизскую ССР. 20 февраля вместе с И. А. Серовым, Б. З. Кобуловым и С. С. Мамуловым. Берия прибыл в Грозный и лично руководил операцией, в которой были задействованы до 19 тыс. оперативных работников НКВД, НКГБ и «СМЕРШ», а также около 100 тыс. офицеров и бойцов войск НКВД, стянутых со всей страны для участия в «учениях в горной местности». 21 февраля он издал приказ по НКВД о депортации чечено-ингушского населения. На следующий день он встретился с руководством республики и высшими духовными лидерами, предупредил их об операции и предложил провести необходимую работу среди населения, а уже утром следующего дня началась операция по выселению.
Депортация и отправка эшелонов в пункты назначения началась 23 февраля 1944 года в 02:00 по местному времени и завершилась 9 марта 1944 года. Операция началась по кодовому слову «Пантера», которое было передано по радио. Депортация сопровождалась немногочисленными попытками бегства в горы или неподчинением со стороны местного населения.
C начала войны до января 1944 года в республике было ликвидировано 55 бандформирований, убито 973 их участника, арестован 1901 человек. На учёте НКВД на территории Чечено-Ингушетии состояло 150—200 бандформирований численностью в 2—3 тысячи человек (примерно 0,5 % населения).
По официальным данным, в ходе операции были убиты 780 человек, арестовано 2016 антисоветских элементов, изъято более 20 тыс. единиц огнестрельного оружия, в том числе 4868 винтовок, 479 пулемётов и автоматов. Скрыться в горах сумели 6544 человека.

### Депортация балкарцев
24 февраля 1944 года Берия предложил Сталину выселить балкарцев, а 26 февраля он издал приказ по НКВД «О мероприятиях по выселению из КБ АССР балкарского населения». За день до этого Берия, Серов и Кобулов провели встречу с секретарём Кабардино-Балкарского обкома партии Зубером Кумеховым, в ходе которой было намечено в начале марта посетить Приэльбрусье. 2 марта Берия в сопровождении Кобулова и Мамулова съездил в Приэльбрусье, сообщив Кумехову о намерении выселить балкарцев, а их земли передать Грузии, чтобы та могла иметь оборонительный рубеж на северных склонах Большого Кавказа. 5 марта вышло Постановление ГКО о выселении из КБ АССР, а 8—9 марта началась операция. 11 марта Берия доложил Сталину, что «балкарцев выселено 37 103 человека»

### Депортация крымских татар
10 мая 1944 года Лаврентий Берия обратился к Сталину с письменным предложением о депортации крымских татар. Официальной причиной назывались «предательские действия крымских татар против советского народа». Постановления ГКО о выселении крымскотатарского населения с территории Крыма принимались 2 апреля, 11 и 21 мая 1944 года. Аналогичное постановление о выселении крымских татар и греков с территории Краснодарского края и Ростовской области датировано 29 мая 1944 года.
Всего из Крыма было выселено 228 543 человека, 191 014 из них — крымские татары (более 47 тыс. семей). С каждого третьего взрослого крымского татарина взяли подписку о том, что он ознакомился с постановлением, и что за побег с места спецпоселения грозил срок 20 лет каторжных работ, как за уголовное преступление.

### Депортации азербайджанцев
Весной 1944 года принудительные переселения были проведены в Грузии. В конце марта 608 курдских и азербайджанских семей численностью 3240 человек — жителей Тбилиси, «самовольно оставивших работу в сельском хозяйстве и прибывших на проживание в Тбилиси», были переселены внутри Грузинской ССР, в Цалкинский, Борчалинский и Караязский районы. В городе была оставлена только 31 семья военнослужащих, инвалидов войны, педагогов и учащихся вузов. В соответствии с постановлением ГКО № 6279сс от 31 июля того же года из пограничных районов Грузинской ССР были выселены турки-месхетинцы, курды, хемшилы и другие, причём подконтингент «другие» состоял в основном из азербайджанцев. В марте 1949 года численность азербайджанских спецпоселенцев, выселенных из республики, составляла 24 304 человека, которые в течение 1954—1956 годов фактически были сняты с учёта спецпоселений.
В 1948—1953 годах переселению подверглись азербайджанцы, проживавшие в Армении. В 1947 году первый секретарь Коммунистической партии Армянской ССР Григорий Арутинов добился принятия Советом министров СССР постановления «О переселении колхозников и другого азербайджанского населения из Армянской ССР в Кура-Араксинскую низменность Азербайджанской ССР», в результате чего до 100 тысяч азербайджанцев подверглись переселению «на добровольных началах» (а по сути — депортации) в Азербайджан. 10 000 человек было переселено в 1948 году, 40 000 — в 1949 году, 50 000 в 1950 году.

### Депортации армян
Ещё в 1939 году из Азербайджана в Казахстан были переселены курды, армяне и тюрки.
Позже, 29 мая 1944 года нарком НКВД Л. П. Берия написал И. В. Сталину письмо о целесообразности депортации болгар, греков и армян из Крыма. Согласно постановлению ГКО № 5984сс «О выселении с территории Крымской АССР болгар, греков и армян» было переселено 20 тысяч армян. 2 июня 1944 года зам. наркома НКВД И. А. Серов сообщил наркому НКВД Л. П. Берии о завершении операции по выселению из Крыма греков, болгар, армян, а также иностранных подданных.
28 июня 1944 г. был выпущен Приказ министра государственной безопасности СССР № 00183 «О выселении турецких граждан, турок, не имеющих гражданства, бывших турецких граждан, принятых в советское гражданство, греческих подданных, бывших греческих подданных, не имеющих в настоящее время гражданства, и бывших греческих подданных, принятых в советское гражданство, и дашнаков с семьями с территории ГССР, АрмССР, АзССР и Черноморского побережья».
В 1945—1947 годах из Западной Украины в Польшу было депортировано 5,5 тысяч этнических армян, в основном армяно-католического исповедания.
В 1948—1949 годах были депортированы десятки тысяч репатриантов-армян, а также коренных жителей Советской Армении.
В 1949 году в Алтайский край было депортировано армянское население из южных регионов СССР.

### Депортация турок-месхетинцев
24 июля 1944 года Берия с письмом (№ 7896) обратился к И. Сталину. Он писал:
На протяжении ряда лет значительная часть этого населения, связанная с жителями приграничных районов Турции родственными связями, отношениями, проявляет эмиграционные настроения, занимается контрабандой и служит для турецких разведывательных органов источником вербовки шпионских элементов и насаждения бандитских групп.
Он отметил, что «НКВД СССР считает целесообразным переселить из Ахалцихского, Ахалкалакского, Адигенского, Аспиндзского, Богдановского районов, некоторых сельсоветов Аджарской АССР — 16 700 хозяйств турок, курдов, хемшинов». 31 июля Государственный Комитет Обороны принял постановление (№ 6279, «совершенно секретно») о выселении из Грузинской ССР в Казахскую, Киргизскую и Узбекскую ССР, как отмечалось в документах Отдела спецпоселений НКВД СССР, 45 516 турок-месхетинцев. Всей операцией, по приказу Берии, руководили А. Кобулов и грузинские наркомы госбезопасности Рапава и внутренних дел Каранадзе, а для её осуществления выделялось всего лишь 4 тыс. оперативных сотрудников НКВД.

### Депортации граждан прибалтийских республик
Серия депортаций, организованных властями СССР в 1941, 1948 и 1949 годах на территориях Латвии, Эстонии и Литвы.

### Депортация жителей западных районов Псковской области
В мае-июне 1950 года с территории русскоязычных Печорского, Пыталовского и Качановского районов Псковской области были депортированы в Красноярский край около 1,5 тысяч человек — кулаки, участники «бандформирований» и члены их семей. Эти три района были включены в состав области в 1945 году и до войны входили в состав Латвии и Эстонии. Во второй половине 1940-х годов на территории этих районов шла антисоветская вооружённая борьба. Борьба сопровождалась сопротивлением коллективизации и попыткам советской власти ликвидировать хуторскую систему. В межвоенный период на территории этих районов власти Эстонии и Латвии провели земельные реформы, которая ввели систему хуторов вместо деревень. На советской Псковщине большинство хуторов было ликвидировано в 1930-е годы, а население принудительно сселено в колхозные деревни. После присоединения западных районов к Псковской области оказалось, что уровень доходности хуторского двора западных районов намного превышал уровень доходности колхозного двора на остальной территории области.

## Положение депортированных народов
- «Спецпоселенцы» по национальному признаку по субъектам СССР по состоянию на 1 января 1953 г.
- Немцы
- Чеченцы
- Ингуши
- Карачаевцы
- Балкарцы
- Крымские татары
- Турки-месхетинцы
- Калмыки
- Чеченцы (только Казахстан и Средняя Азия)
- Ингуши (только Казахстан и Средняя Азия)
- Карачаевцы (только Казахстан и Средняя Азия)
- Балкарцы (только Казахстан и Средняя Азия)
- Турки-месхетинцы (только Казахстан и Средняя Азия)

В 1948 году был принят указ, запрещавший немцам, а также другим депортированным народам (калмыкам, ингушам, чеченцам, финнам, балкарцам и т. д.) покидать районы депортации и возвращаться на родину. Те, кто нарушал этот указ, приговаривались к лагерным работам на 20 лет.
Представители депортированных народов не исключались из ВКП(б) и ВЛКСМ, не лишались избирательных прав.

## Роль высших руководителей СССР в организации депортаций
Решения о депортации принимались на уровне руководства партии и правительства по инициативе органов ОГПУ-НКВД, что ставит депортации вне компетенции советского суда и резко отличает систему спецпоселений от системы исправительно-трудовых лагерей и колоний. По мнению историков, инициатором большинства депортаций был народный комиссар внутренних дел СССР Лаврентий Берия, именно он подавал главнокомандующему докладные с рекомендациями.

## Реабилитация

### В СССР
17 января 1956 года вышел Указ Президиума Верховного Совета о снятии ограничений с поляков, выселенных в 1936 году; 17 марта 1956 года — с калмыков, 27 марта — с греков, болгар и армян; 18 апреля 1956 года — с крымских татар, балкарцев, турок-месхетинцев, курдов и хемшилов; 16 июля 1956 года правовые ограничения были сняты с чеченцев, ингушей и карачаевцев (все — без права возвращения на родину).
В 1957—1958 годах были восстановлены национальные автономии калмыков, чеченцев, ингушей, карачаевцев и балкарцев; этим народам было разрешено вернуться на свои исторические территории. Возвращение репрессированных народов осуществлялось не без сложностей, которые и тогда, и впоследствии привели к национальным конфликтам (так, начались столкновения между возвращавшимися чеченцами и заселёнными за время их изгнания в Грозненскую область русскими; ингушами в Пригородный район, заселенный осетинами и переданный Северо-Осетинской АССР).
Однако значительной части репрессированных народов (поволжские немцы, крымские татары, турки-месхетинцы, греки, корейцы и др.) и в это время не были возвращены ни национальные автономии (если такие были), ни права вернуться на историческую родину.
29 августа 1964 году, то есть 23 года спустя после начала депортации, Президиум Верховного Совета СССР своим Указом от 29.08.1964 № 2820-VI отменил огульные обвинения в отношении немецкого населения, проживавшего в районах Поволжья, а указ, снявший полностью ограничения в свободе передвижения и подтверждавший право немцев на возвращение в места, откуда они были высланы, был принят в 1972 году.
С середины 1960-х годов процесс реабилитации «наказанных народов» был почти прекращён.

### В годы перестройки
Проблемы народов, подвергшихся в годы советской власти обвинениям в пособничестве врагам советского государства и депортации с мест их исторического проживания, стали предметом общественного внимания только в годы перестройки. Одним из первых шагов на пути восстановления исторической справедливости в отношении репрессированных народов явилось принятие Декларации Верховного Совета СССР от 14 ноября 1989 года «О признании незаконными и преступными репрессивных актов против народов, подвергшихся насильственному переселению, и обеспечении их прав», согласно которой были реабилитированы все репрессированные народы, признаны незаконными и преступными репрессивные акты против них на государственном уровне в виде политики клеветы, геноцида, насильственного переселения, упразднения национально-государственных образований, установления режима террора и насилия в местах спецпоселений.

### В современной России
В 1991 году 26 апреля был принят Закон РСФСР № 1107-I «О реабилитации репрессированных народов», который признал депортацию народов «политикой клеветы и геноцида» (статья 2). Помимо всего прочего закон признавал право репрессированных народов на восстановление территориальной целостности, существовавшей до антиконституционной политики насильственного перекраивания границ, на восстановление национально-государственных образований, сложившихся до их упразднения, а также на возмещение ущерба, причиненного государством.
Мухарбек Дидигов назвал указанный Закон торжеством исторической справедливости. По его мнению, факт признания государством репрессий незаконными, антигуманными действиями, направленными против невинных людей есть показатель развития демократических институтов, имеющий особое морально-нравственное значение для депортированных народов. По его словам, закон вселяет уверенность, что подобное больше не повторится.
В развитие закона «О реабилитации репрессированных народов» был принят ряд законодательных актов, среди которых постановление ВС РФ от 16 июля 1992 года «О реабилитации казачества»; постановление ВС РФ от 1 апреля 1993 года «О реабилитации российских корейцев»; постановление правительства РФ от 24 января 1992 года «О первоочередных мерах по практическому восстановлению законных прав репрессированных народов Дагестанской АССР»; Постановление ВС РФ от 29 июня 1993 года «О реабилитации российских финнов» и др.
Спустя 15 лет после признания в СССР, в феврале 2004 года Европарламент также признал факт депортации чеченцев и ингушей в 1944 году актом геноцида.
24 сентября 2012 года депутаты от «Единой России» внесли в Госдуму законопроект о дополнительной помощи представителям репрессированных народов. Авторы законопроекта предложили выделить из федерального бюджета 23 млрд рублей для помощи политзаключённым. По замыслу авторов, эти деньги должны пойти на ежемесячные выплаты и компенсацию за потерянное имущество в размере до 35 тысяч рублей.

## Научная оценка
Некоторые исследователи видят в депортациях народов в СССР проявление политики расизма и/или этнических чисток. Так, французский историк Стефан Куртуа утверждает, что сталинские депортации 1930—1940 годов имели «бесспорно геноцидный характер». Из них «Чечевицу» он считает крупнейшей депортацией в мировой истории.
Историк В. А. Шнирельман отмечает, что, несмотря на декларируемый интернационализм, этносы в СССР воспринимались как обособленные целостности со своими самобытными культурами и языками, со своими «национальными характерами». Им приписывались строго определённые стереотипы поведения, воспринимавшиеся как свойства, которые имманентно присущи любому члену этнической группы. С опорой на эти представления власть могла обвинить целые народы в измене и депортировать их. За всем этим стояла вера в «национальный характер», наделённый устойчивым набором черт. Такое стало возможным в результате восприятия этноса как закрытого организма.